# آلوین ترا
آلوین ترا (انگلیسی: Alwyn Tera؛ زادهٔ ۱۸ ژانویهٔ ۱۹۹۷) بازیکن فوتبال اهل کنیا است.
وی همچنین در تیم ملی فوتبال کنیا بازی کرده‌است.